# Seal (Kent)
Seal es una parroquia civil y un pueblo del distrito de Sevenoaks, en el condado de Kent (Inglaterra).

## Geografía
Según la Oficina Nacional de Estadística británica, Seal tiene una superficie de 18,62 km².

## Demografía
Según el censo de 2001, Seal tenía 2491 habitantes (49,34% varones, 50,66% mujeres) y una densidad de población de 133,78 hab/km². El 20,15% eran menores de 16 años, el 72,34% tenían entre 16 y 74 y el 7,51% eran mayores de 74. La media de edad era de 39,74 años. Del total de habitantes con 16 o más años, el 26,65% estaban solteros, el 59,13% casados y el 14,23% divorciados o viudos.
El 90,93% de los habitantes eran originarios del Reino Unido. El resto de países europeos englobaban al 2,45% de la población, mientras que el 6,62% había nacido en cualquier otro lugar. Según su grupo étnico, el 98,12% eran blancos, el 0,48% mestizos, el 0,6% asiáticos, el 0,32% negros, el 0,12% chinos y el 0,36% de cualquier otro. El cristianismo era profesado por el 74,86%, el budismo por el 0,24%, el judaísmo por el 0,12%, el islam por el 0,56% y cualquier otra religión, salvo el hinduismo y el sijismo, por el 0,2%. El 16,14% no eran religiosos y el 7,87% no marcaron ninguna opción en el censo.
1161 habitantes eran económicamente activos, 1136 de ellos (97,85%) empleados y 25 (2,15%) desempleados. Había 984 hogares con residentes, 30 vacíos y 5 eran alojamientos vacacionales o segundas residencias.